# Julius Walter
Julius Guido Wilhelm Hermann Walter (* 22. April 1841 in Wolmar, Livland; † 14. Juli 1922 in Münster, Westfalen) war ein deutscher Philosoph.

## Leben

### Herkunft und Familie
Julius Walter war ein Sohn des Superintendenten von Livland, Bischof Ferdinand Walter.
Seit 1881 war Walter mit Anna, geb. Völsch verheiratet.

### Werdegang
Walter widmete sich nach abgelegtem Abitur den Studien der Geschichte, Philosophie und Theologie an den Universitäten Dorpat und Jena, an der er 1870 den akademischen Grad eines Dr. phil. erwarb und sich 1873 als Privatdozent der Philosophie habilitierte. 1875 erhielt Walter eine außerordentliche, 1876 eine ordentliche Professur der Philosophie an der Albertus-Universität Königsberg, die er bis zu seiner Emeritierung 1907 ausfüllte. Im Amtsjahr 1886/87 wurde Walter zum Rektor der Universität Königsberg gewählt.

## Schriften
- Über eine falsche Auffassung des "nus praktikos": Vorbemerkungen zur Einleitung in das sechste Buch der Nikomachischen Ethik des Aristoteles,  Druck F. Frommann, 1873
- Die Lehre von der praktischen Vernunft in der griechischen Philosophie, Jena: Mauke, 1874. (Digitalisat in der Digitalen Bibliothek Mecklenburg-Vorpommern)
- Zum Gedächtnis Kant's: Festrede gehalten zur Einweihung der neu errichteten Grabstätte des Philosophen in Königsberg am 19. Juni, im Jahre der Säkularfeier der Kritik der reinen Vernunft, Breitkopf, 1881
- Die Geschichte der Ästhetik im Altertum, ihrer begrifflichen Entwicklung nach dargestellt, O. R. Reisland, 1893.